# صنوبر صيني
الصنوبر الصيني أو الصنوبر الماسوني هو نوع من الصنوبر موطنه تايوان، ينتشر في مناطق واسعة من وسط وجنوب الصين وشمال فيتنام. وهي شجرة دائمة الخضرة يصل ارتفاعها إلى 25–45 متر (82–148 قدم)، ولها تاج عريض ومستدير من الأغصان الطويلة. اللحاء سميك لونه بني مائل للرمادي.  